# Leyla Hirsch
Leyla Hirsch (en ruso: Лейла Хирш;) (nacida el 27 de octubre de 1996) es una luchadora profesional rusa quien actualmente trabaja para All Elite Wrestling (AEW). Es conocida principalmente por su trabajo en Combat Zone Wrestling, Westside Xtreme Wrestling, World Wonder Ring Stardom y en el circuito independiente.

## Carrera

### Circuito independiente (2017-2021)
Hirsch hizo su debut en la lucha libre profesional en el evento Dojo Wars: Super Show 4 de Combat Zone Wrestling el 29 de septiembre de 2017, donde perdió ante Dojo DEEJ en una lucha de intergénero. Durante su tiempo en CZW, trabajó con otras personalidades como Penelope Ford, a quien enfrentó en CZW Greetings From Asbury Park el 23 de febrero de 2018 cayendo derrotada. Incluso desafió a Eran Ashe por el CZW Medal of Valor Championship en un Last Man Standing Match en CZW Dojo Wars SuperShow Seventeen el 15 de febrero de 2019, pero sin éxito.
Hirsch también compitió en Westside Xtreme Wrestling, haciendo su debut contra Valkyrie en el wXw Road To World Tag Team Festival: Neumünster el 14 de septiembre de 2019. Ella luchó en el torneo de wXw Femmes Fatales 2019 donde logró llegar al combate final, siendo el premio un wXw Women's Championship en el show del 19 Aniversario. Finalmente fue derrotada por LuFisto. Hirsch tuvo una breve carrera con la promoción japonesa World Wonder Ring Stardom, donde formó parte del stable "Tokyo Cyber Squad" y a menudo luchó junto a sus compañeras Hana Kimura, Jungle Kyona y Konami.

### All Elite Wrestling (2020-presente)
Hizo su primera aparición para All Elite Wrestling en AEW Dark el 21 de octubre de 2020, donde anotó una derrota contra Hikaru Shida en un combate no titular. Además el 22 de octubre de 2020, Hirsch debutó en Dynamite desafiando a Serena Deeb por el Campeonato Mundial Femenino de la NWA, pero sin éxito. El 4 de febrero de 2021 en Dynamite, Hirsch participó en el torneo por una oportunidad por el Campeonato Mundial Femenino de AEW, quedando eliminada ante Thunder Rosa en los octavos de final.
Se confirmó el 15 de marzo de 2021 a través de la cuenta de Twitter de Tony Khan que había firmado oficialmente con la empresa.
En Homecoming, derrotó a The Bunny ganando una oportunidad al Campeonato Mundial Femenino de NWA de Kamille. En EmPowerrr, se enfrentó a Kamille por el Campeonato Mundial Femenino de NWA, sin embargo perdió.
Durante las grabaciones de Dark: Elevation, "Legit" ejecutó lo que fue descrito como un incómodo "Backflip" desde la segunda cuerda, la caída fue aparatosa y dejó a Hirsch adolorida de su rodilla, las autoridades de All Elite Wrestling se encargaron de detener el combate inmediatamente y facilitaron su salida hacia backstage.

## Vida personal
Hirsch nació en Moscú, Rusia. Fue adoptada por una pareja estadounidense a la edad de 8 años y creció en el municipio de Hillsborough, Nueva Jersey. A la edad de 15 años, comenzó la lucha libre amateur en la escuela secundaria y la universidad. Hirsch ha estado en una relación con su compañera luchadora Ashley Vox desde finales de 2018.
El 10 de marzo de 2022, poco después del comienzo de la invasión rusa de Ucrania, Hirsch emitió una declaración en las redes sociales en apoyo de Ucrania. Llamó al presidente ruso, Vladímir Putin, un "dictador brutal".

## Campeonatos y logros
- Pro Wrestling Illustrated
  - Situada en el Nº473 en el PWI 500 en 2020.
  - Situada en el Nº70 en el PWI Female 100 en 2020.